# 落葵科
落葵科（学名：Basellaceae）共有4属,约25种,分布于美洲、亚洲和非洲，中国有2属3种,主要分布在南方，4属全部有引入种。
本科植物为多年生草本，单叶互生，叶可做蔬菜或药用，落葵的叶也叫“木耳菜”；花小，5裂，辐射对称；果实为浆果；有的品种根含淀粉，可食用。

## 下属物种
本属包括以下物种：
- 落葵薯属 Anredera Juss.
- Basela L., 1767
- 落葵属 Basella L.
- 藤三七属 Boussingaultia Kunth, 1825，现接受名为 Anredera Juss.
- Clairisia Abat ex Benth. & Hook.f., 1880
- Tournonia Moq.
- 块茎藜属 Ullucus Caldas